# Markwerben
Markwerben – dzielnica miasta Weißenfels w Niemczech, w kraju związkowym Saksonia-Anhalt, w powiecie Burgenland. Do 31 grudnia 2009 była to samodzielna gmina wchodząca w skład wspólnoty administracyjnej Weißenfelser Land. Do 30 czerwca 2007 gmina należała do powiatu Weißenfels.

## Geografia
Markwerben leży w północnej części Weißenfels.